# Écluse d'Aldermaston
L’écluse d’Aldermaston est une écluse sur le canal Kennet et Avon, à Aldermaston Wharf, dans le Berkshire, en Angleterre. Il se situe à la jonction des paroisses civiles de Padworth, de Beenham et d’Aldermaston.
L’écluse d’Aldermaston a été construite entre 1718 et 1723 sous la supervision de l'ingénieur John Hore de Newbury. Elle avait à l'origine des bas-côtés engazonnés, mais elle a été agrandie au milieu du XVIIIe siècle et ses bas-côtés ont été refaits avec des murs de briques festonnés. Elle a été modifiée en 1984, quand les murs ont été élevés sur toute la hauteur de l’écluse dans le cadre de sa restauration. La hauteur originale des murs festonnés est marquée par une ligne de briques bleues.
Elle s'appelait à l'origine l’écluse Brewhouse parce la brasserie Strange se tenait à proximité.
Aujourd'hui, le canal est administré par British Waterways. L’écluse permet de franchir un dénivelé de 2,72 m (8 pi 11 po).
Cet ouvrage est classé grade II.

## Galerie

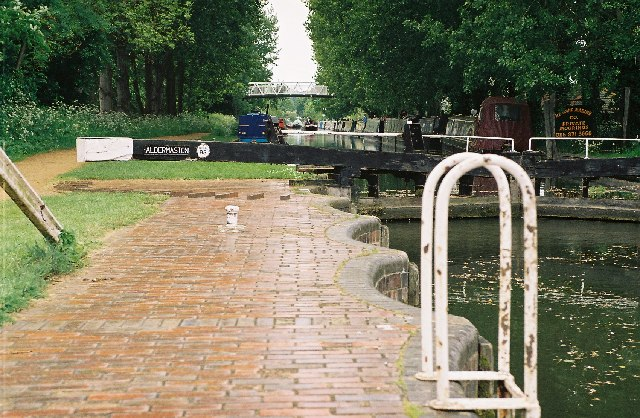
Partie haute de l'écluse.
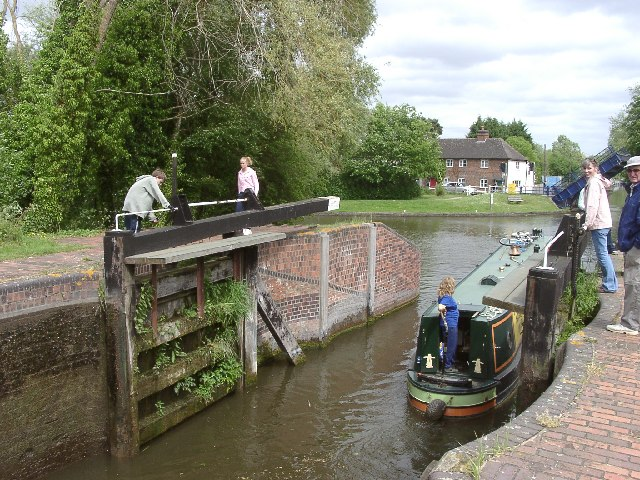
Un bateau partant à l'aval de l'écluse.
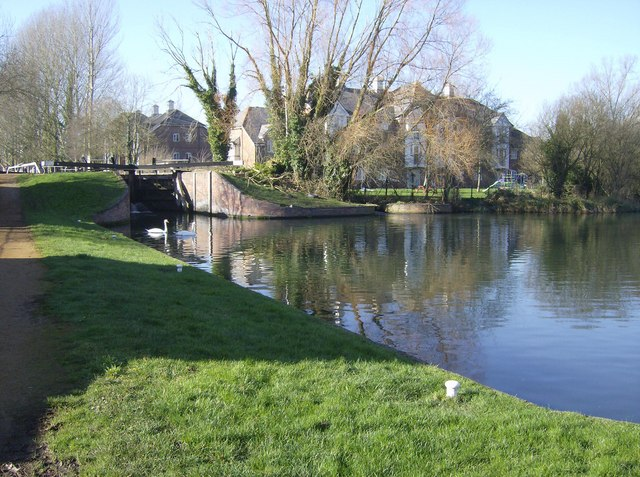
Vue de l'écluse et de l'ancien quai
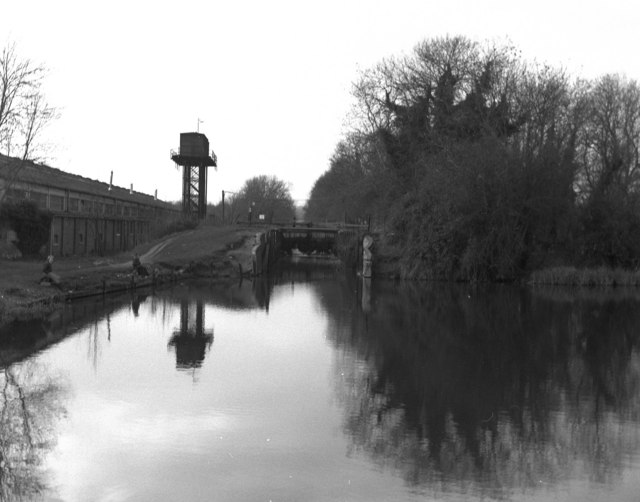
L'écluse d'Aldermaston en 1975 avant sa restauration.
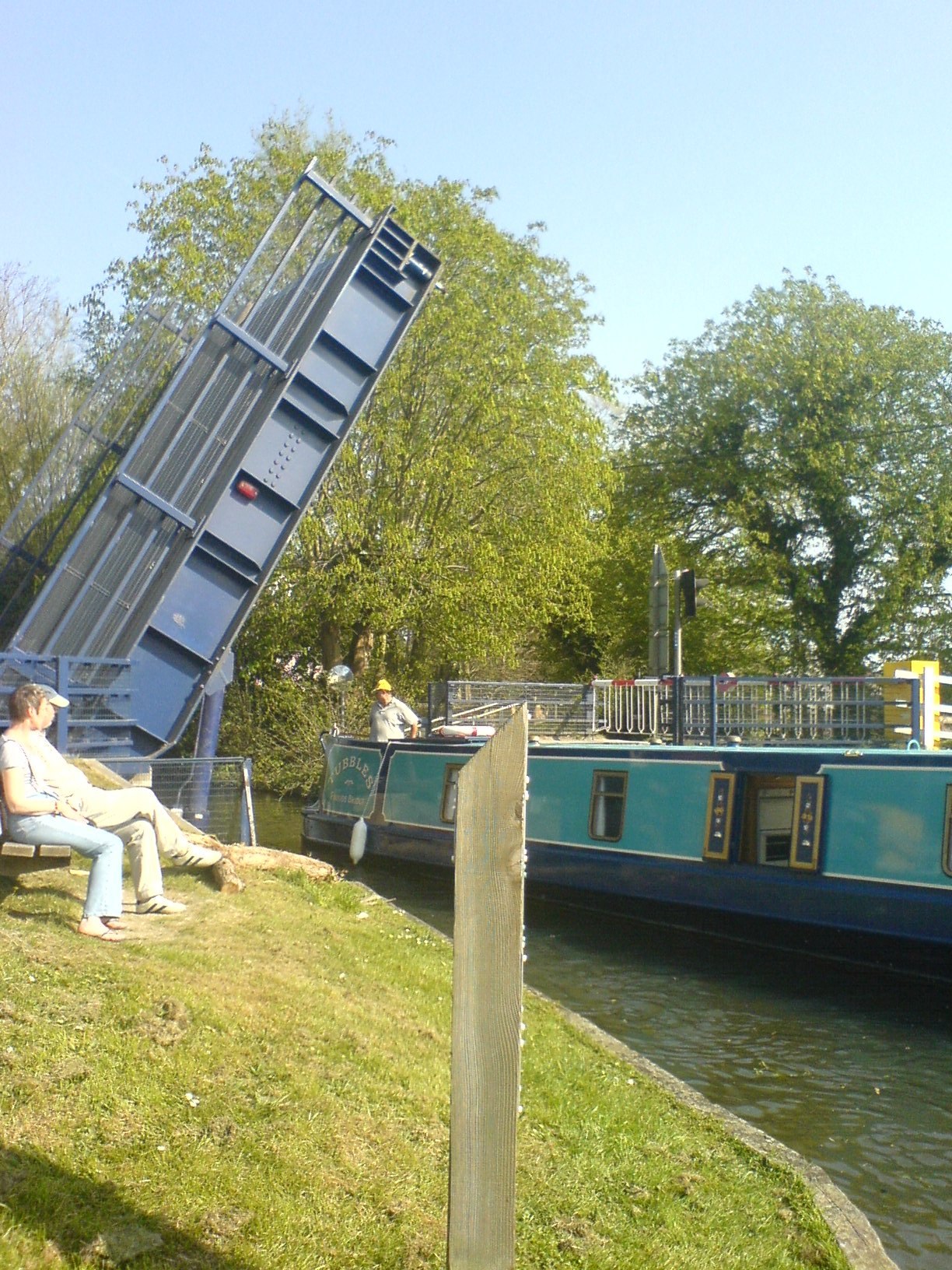
Pont basculant près de l'écluse d'Aldermaston.